# Джункуньяно
Джункуньяно (італ. Giuncugnano) — колишній муніципалітет в Італії, у регіоні Тоскана,  провінція Лукка. З 1 січня 2015 року Джункуньяно є частиною новоствореного муніципалітету Сіллано-Джункуньяно.
Джункуньяно розташоване на відстані близько 320 км на північний захід від Рима, 95 км на північний захід від Флоренції, 50 км на північний захід від Лукки.
Населення — 471 особа (2014).
Щорічний фестиваль відбувається 2 вересня та 30 листопада. Покровитель — Sant'Antonino.

## Демографія
Населення за роками:

Станом на 31 грудня 2010 року в муніципалітеті офіційно проживало 15 іноземців з 4 країн, серед них 14 громадян країн Євросоюзу та 1 громадянин України.

## Сусідні муніципалітети
- Казола-ін-Луніджана
- Фівіццано
- Мінуччано
- П'яцца-аль-Серкьо
- Сіллано